# イスラム圏の女性の服装
イスラム圏の女性の服装（イスラムけんのじょせいのふくそう）では、イスラム世界およびムスリムの女性の服装について記述する。

## 概要
イスラム教の聖典クルアーンによれば女性は顔と手以外を隠し、近親者以外には目立たないようにしなければならないことから、保守的なイスラム社会では女性は頭をふくめた体を隠す服装をすることが多い。

## 種類

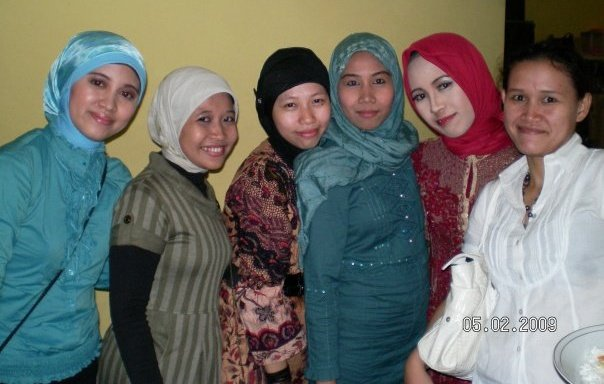
ヒジャブを着用したインドネシアのムスリム女性たち
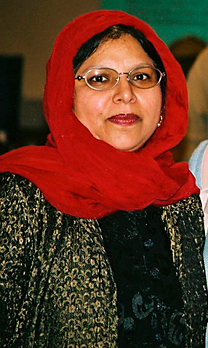
ヒジャブを着用したバングラデシュの女性。頭を軽く覆っているだけで、顔は露わにしている。
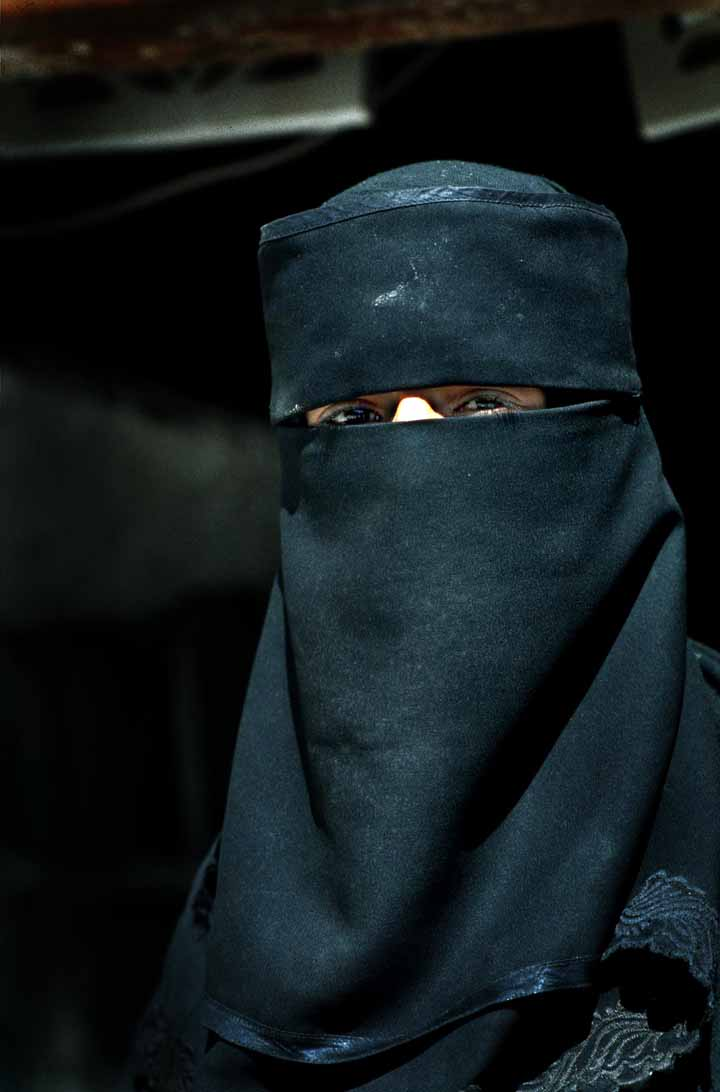
ニカーブをかぶったイエメンの女性

現在、イスラム世界で使用されている女性の服装には以下のものがある。
アバーヤ
アバーヤ（アバヤ、文語アラビア語ではアバーア）はアラビア半島などに見られる伝統的なガウンタイプの長い民族衣装。ヒジャーブを着用しない女性がおしゃれとして身につけることもしばしばあるが、通常はヒジャーブやニカーブなどと組み合わせる。色はアラビア半島だと黒が多いがファッションや好みに合わせ色々な色や刺繍の物が存在する。
ヒジャブ
ヒジャブ（ヒジャーブ）はスカーフやストールのような大きい布で頭髪を隠すタイプ。イスラーム世界の女性でポピュラーなタイプ。
ヒマール
ヒマールはヒジャブより、隠す範囲が広がり、背中まで隠す。
ブルカ
ブルカはアフガニスタンで用いられている民族衣装で目の部分も網状になっていて完全に隠れている。
ニカーブ
ニカーブは目だけ見せるものである。色は黒が多い。
チャードル
チャードル（チャドル）はイランに多い服装である。顔だけ出して体全体を隠す。
ブルキニ
ブルキニは近代になってから登場したムスリマ向けの水着である。イスラム教の戒律に合うように全身を覆うタイプの水着になっている。

## 服装に対する各地の対応
欧州
欧州各国にも移民等によってムスリム人口が増えるにしたがって、上記の服装をするムスリマが増加している。
各国は女性の権利擁護、政教分離の立場、治安上の要因を建前として、何らかの規制をはじめている。フランスではライシテの観点からブルキニに禁止令を出す自治体がある。それに対し、自らの意思で着用している女性が圧倒的多数派だと主張し、信教の自由を侵しているとの批判も存在する。
中国
2014年12月10日、新疆ウイグル自治区ウルムチ市における公共の場でのブルカの着用を禁止した。